# Castello di Kolossi
Il castello di Kolossi è un'ex roccaforte dei crociati sul confine sud-occidentale del villaggio di Kolossi, a 14 km ad ovest della città di Limassol sull'isola di Cipro. Ricopriva o una grande importanza strategica nel Medioevo e conteneva grandi strutture per la produzione di zucchero dalla canna da zucchero locale, una delle principali esportazioni di Cipro dell'epoca. Il castello originario fu probabilmente costruito nel 1210 dai militari franchi, quando il territorio di Kolossi fu donato dal re Ugo I ai Cavalieri dell'Ordine di San Giovanni di Gerusalemme (Ospitalieri).
L'attuale castello fu costruito nel 1454 dagli Ospitalieri sotto il comandante di Kolossi, Louis de Magnac, il cui stemma può essere visto scolpito nelle mura del castello.
A causa della rivalità tra le fazioni nel Regno crociato di Cipro, il castello fu preso dai Cavalieri templari nel 1306, ma tornò agli Ospitalieri nel 1313 in seguito all'abolizione dei Templari.
Oggi il castello è costituito da un unico dongione a tre piani con annesso recinto rettangolare o cortile di circa 30 per 40 metri.
Oltre che per il suo zucchero, la zona è nota anche per il suo vino dolce, il Commandaria. Al banchetto nuziale dopo il matrimonio di re Riccardo Cuor di Leone con Berengaria di Navarra nella vicina Limassol, avrebbe dichiarato che era il "vino dei re e il re dei vini". È prodotto nella regione per millenni ed è considerato il più antico vino al mondo prodotto e nominato continuamente, noto da secoli come "Commandaria" dalla Gran Commenda dei Templari del luogo.

## Nella letteratura
Il castello di Kolossi appare in molte opere di narrativa, tra cui La milicia de Dios dello scrittore spagnolo Eduardo García-Ontiveros Cerdeño. Appare anche in Snow Wasted dell'autore cipriota Matthew Malekos e nei romanzi di diversi scrittori britannici, tra cui Race of Scorpions: The House of Noccolo di Dorothy Dunnett, Alla ricerca di Sixpence di Michael Paraskos e Lionheart di Stewart Binns.

## Galleria d'immagini

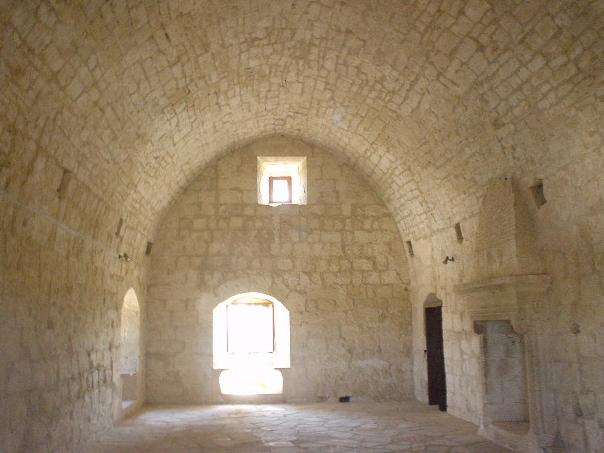
Una sala all'interno del castello
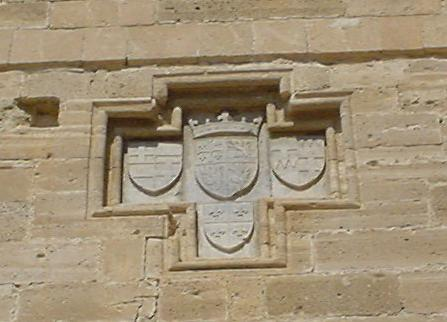
Stemma dei Lusignano sulla parete orientale
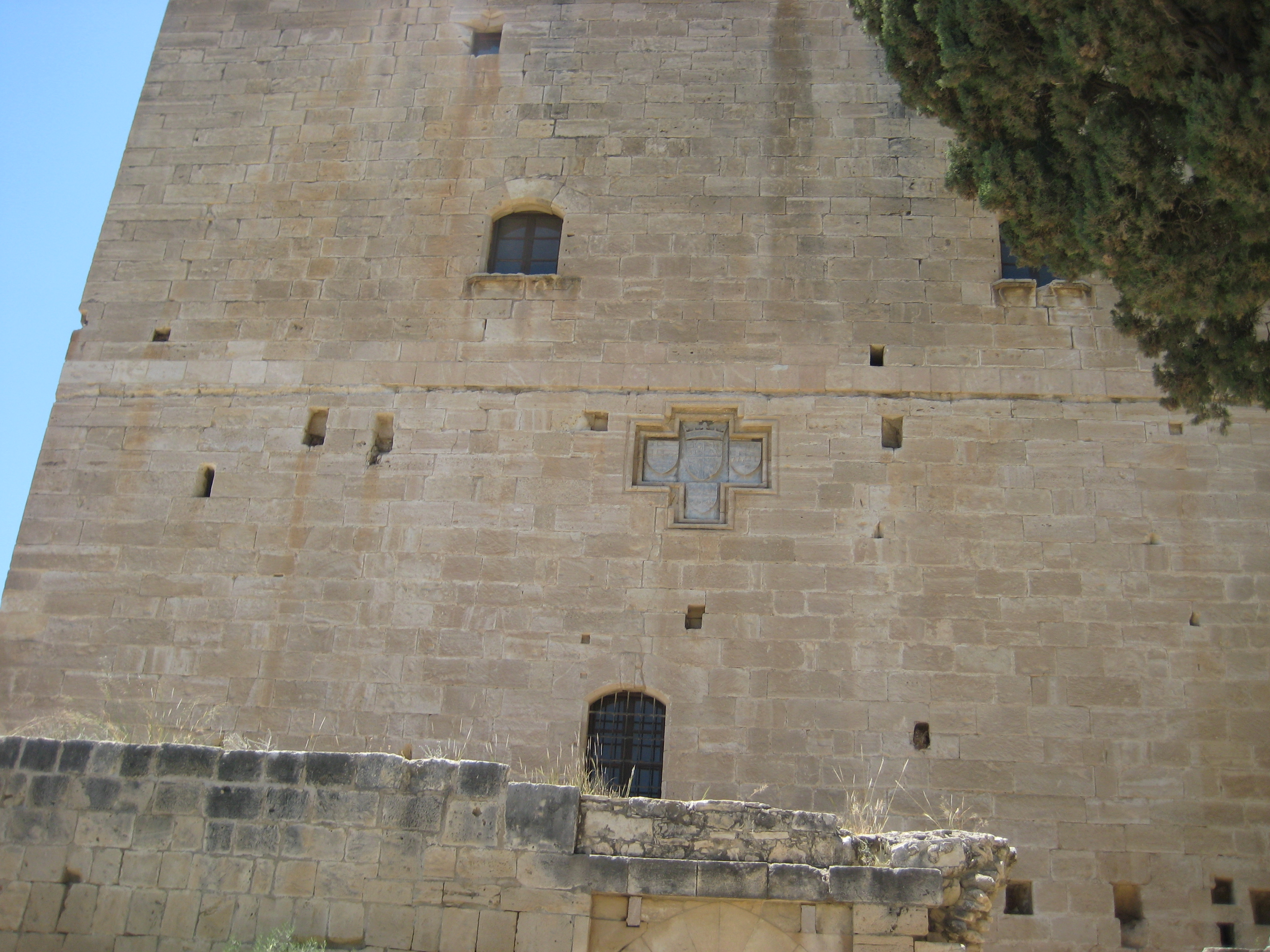
Stemma dei Lusignano del Castello di Kolossi
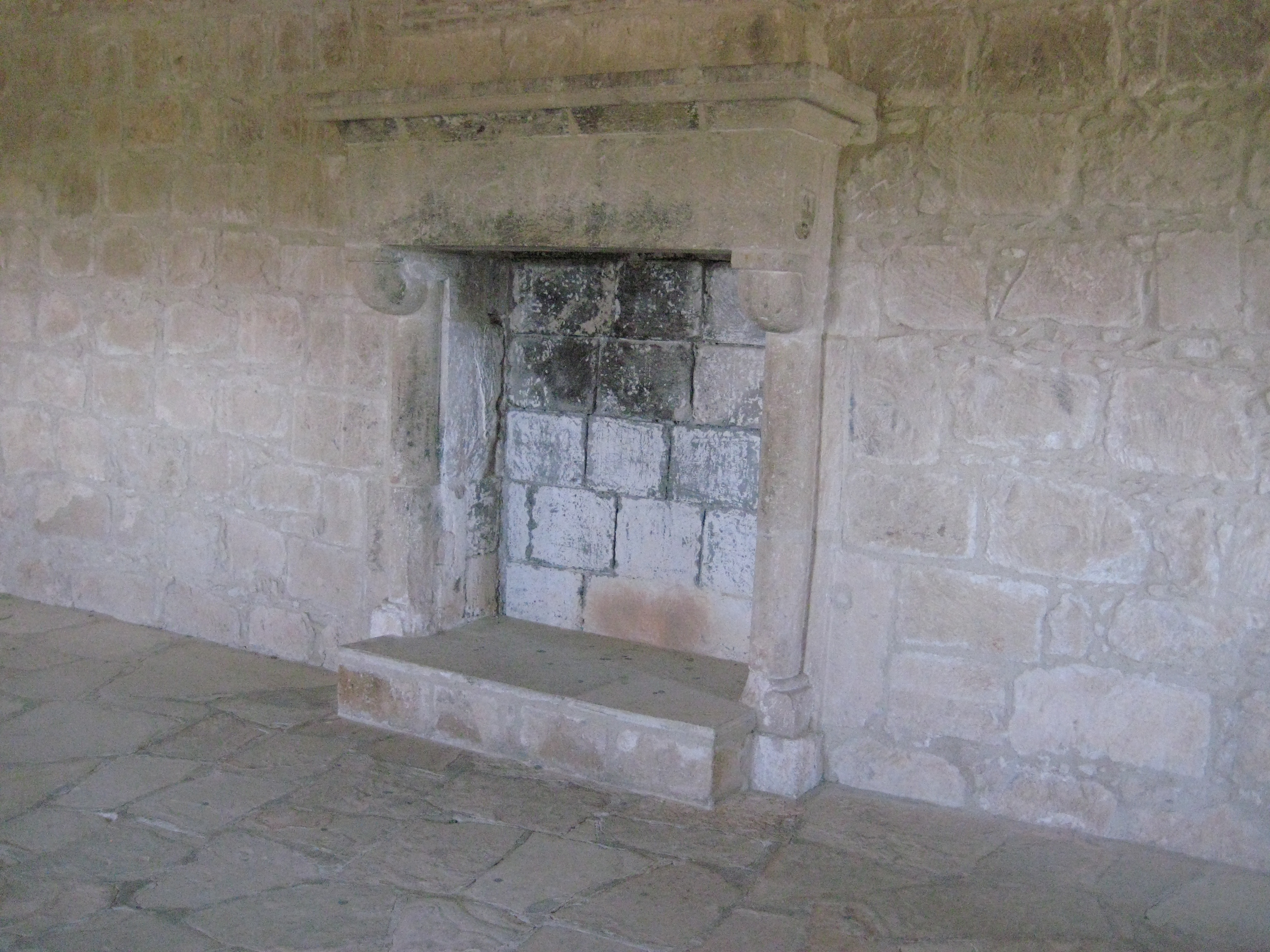
Camino, Castello Kolossi
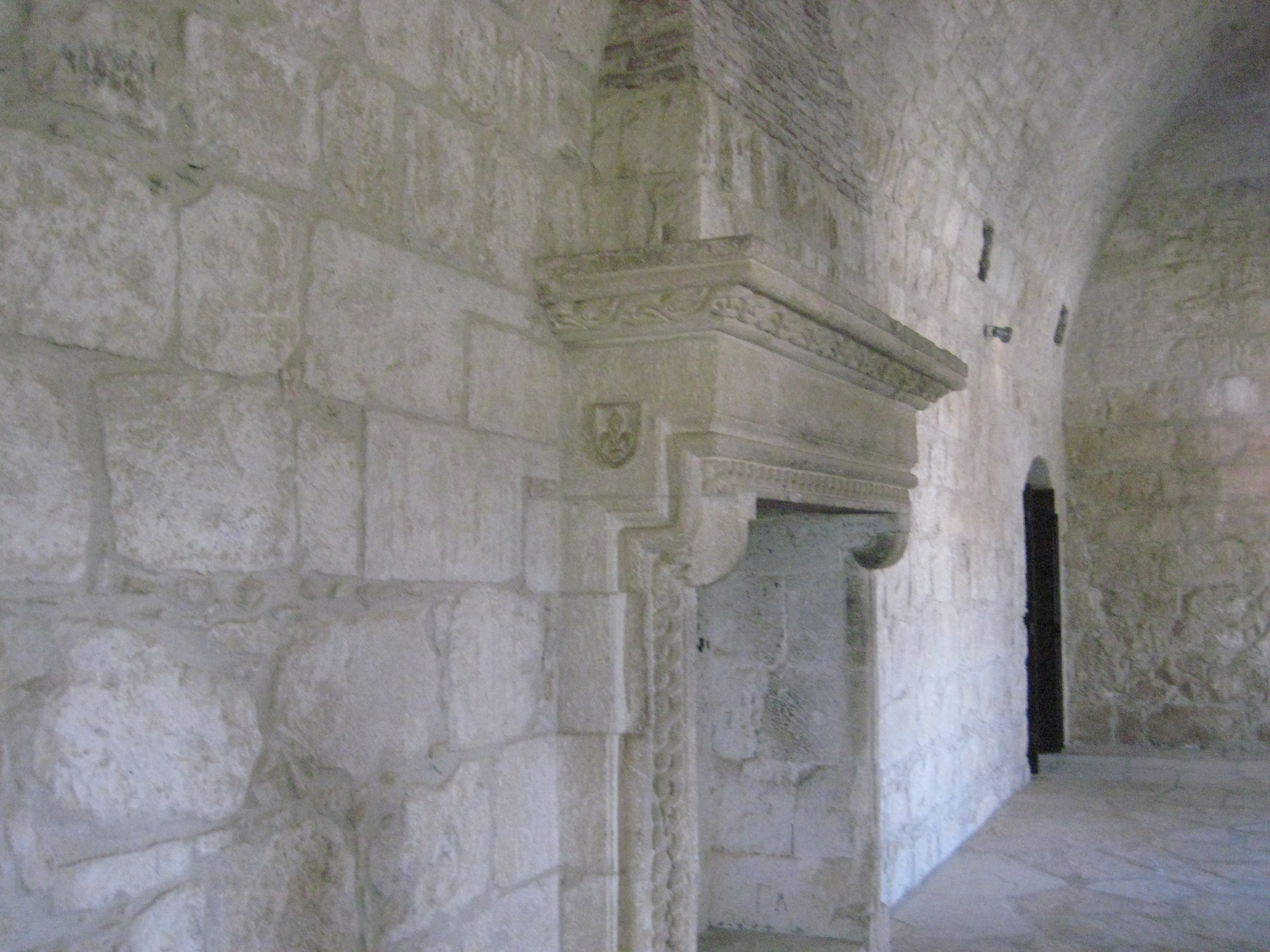
Camino, Castello Kolossi, bassorilievo giglio (Fleur-de-lis)
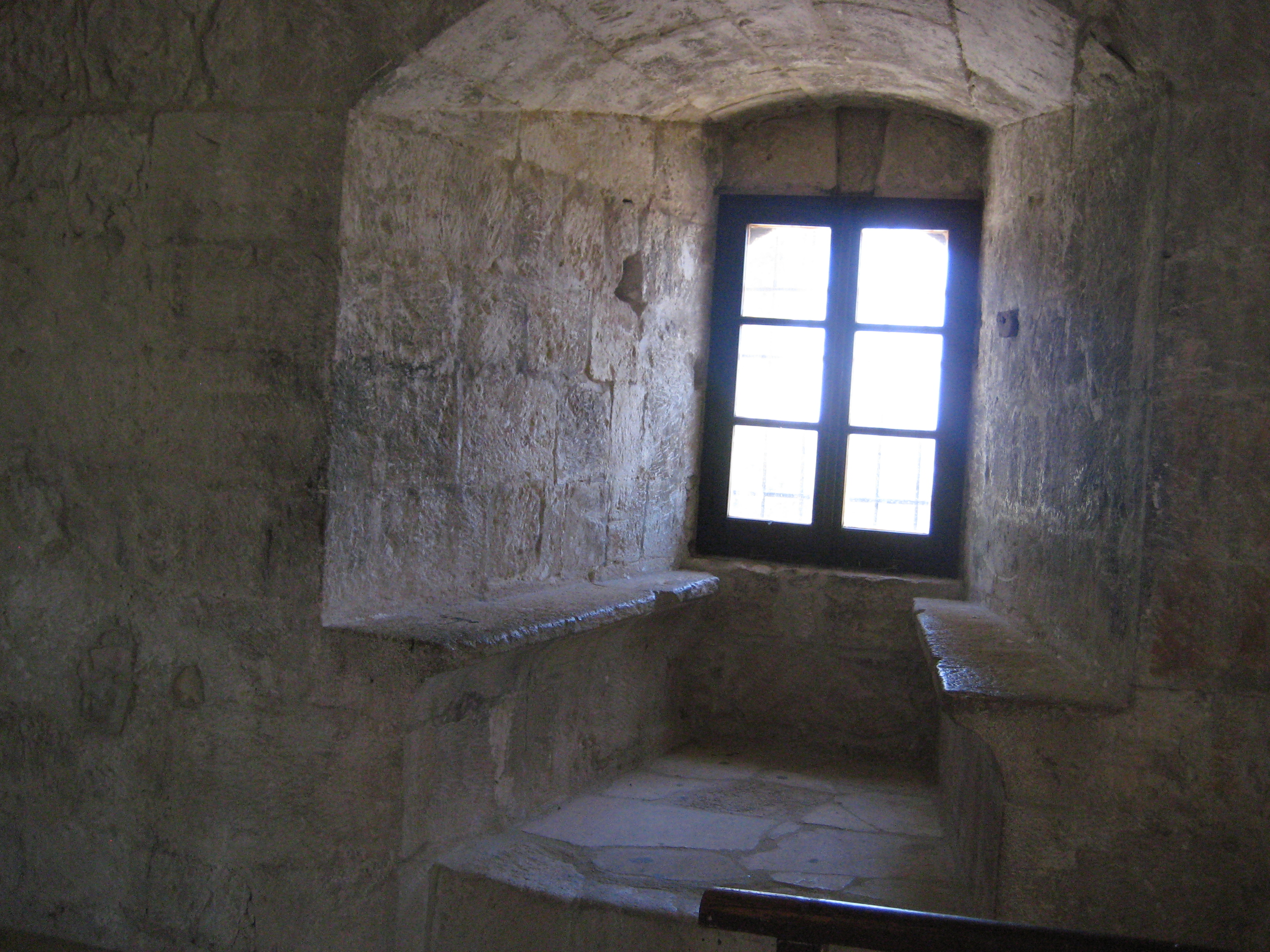
Vista della finestra all'interno del castello di Kolossi
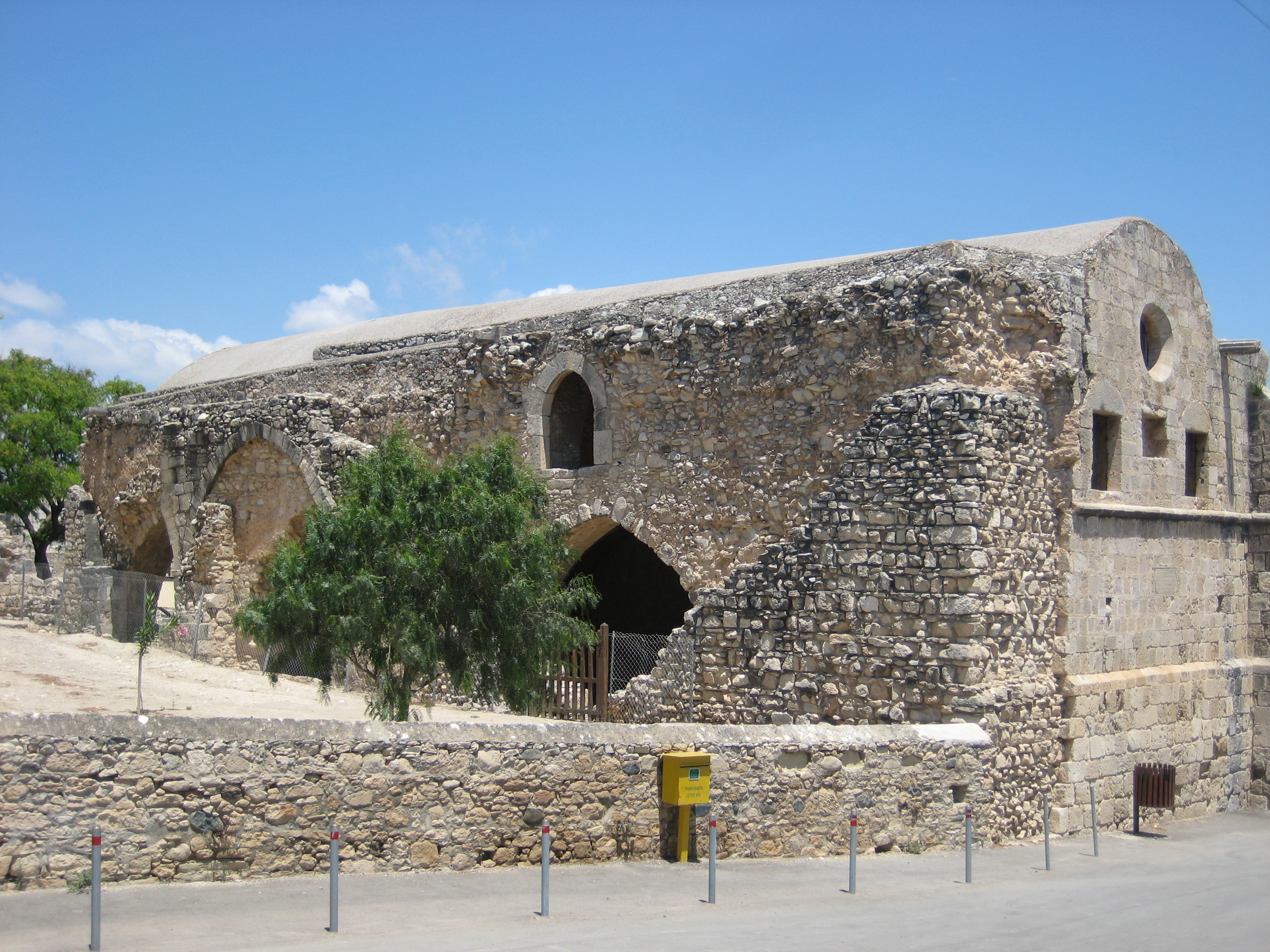
Rovine del castello di Kolossi (fabbrica di zucchero)
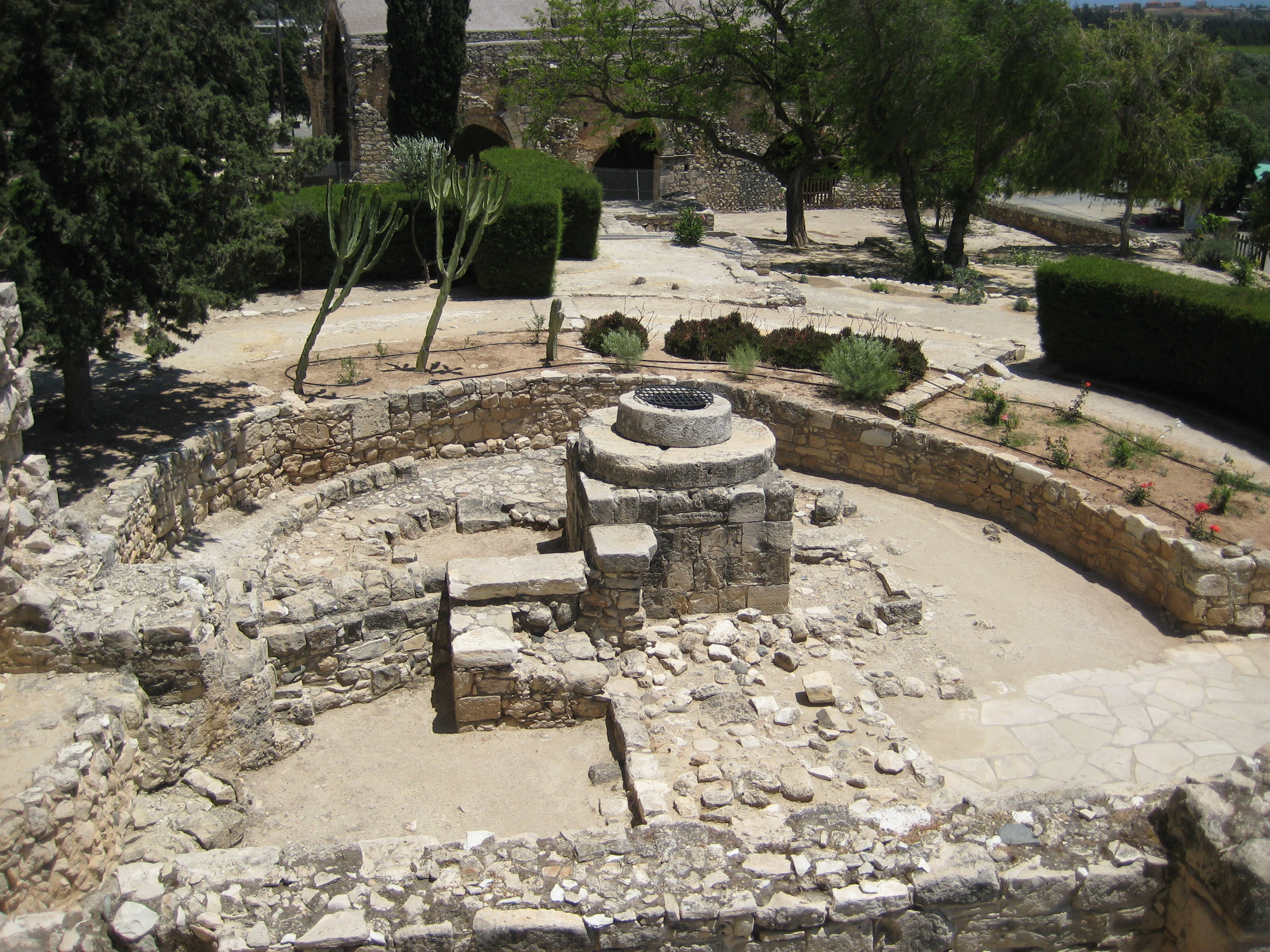
Rovine del castello di Kolossi
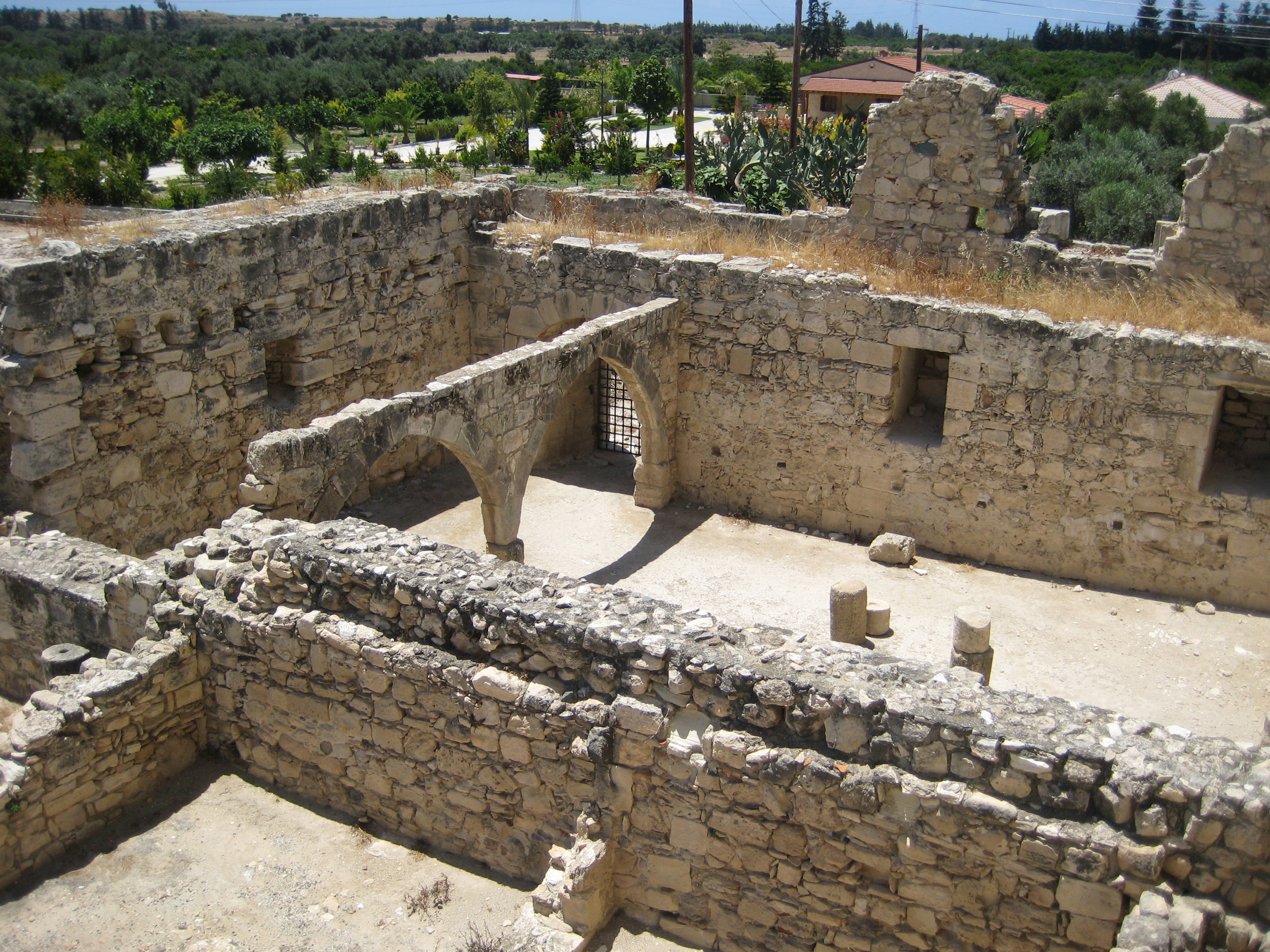
Rovine del castello di Kolossi
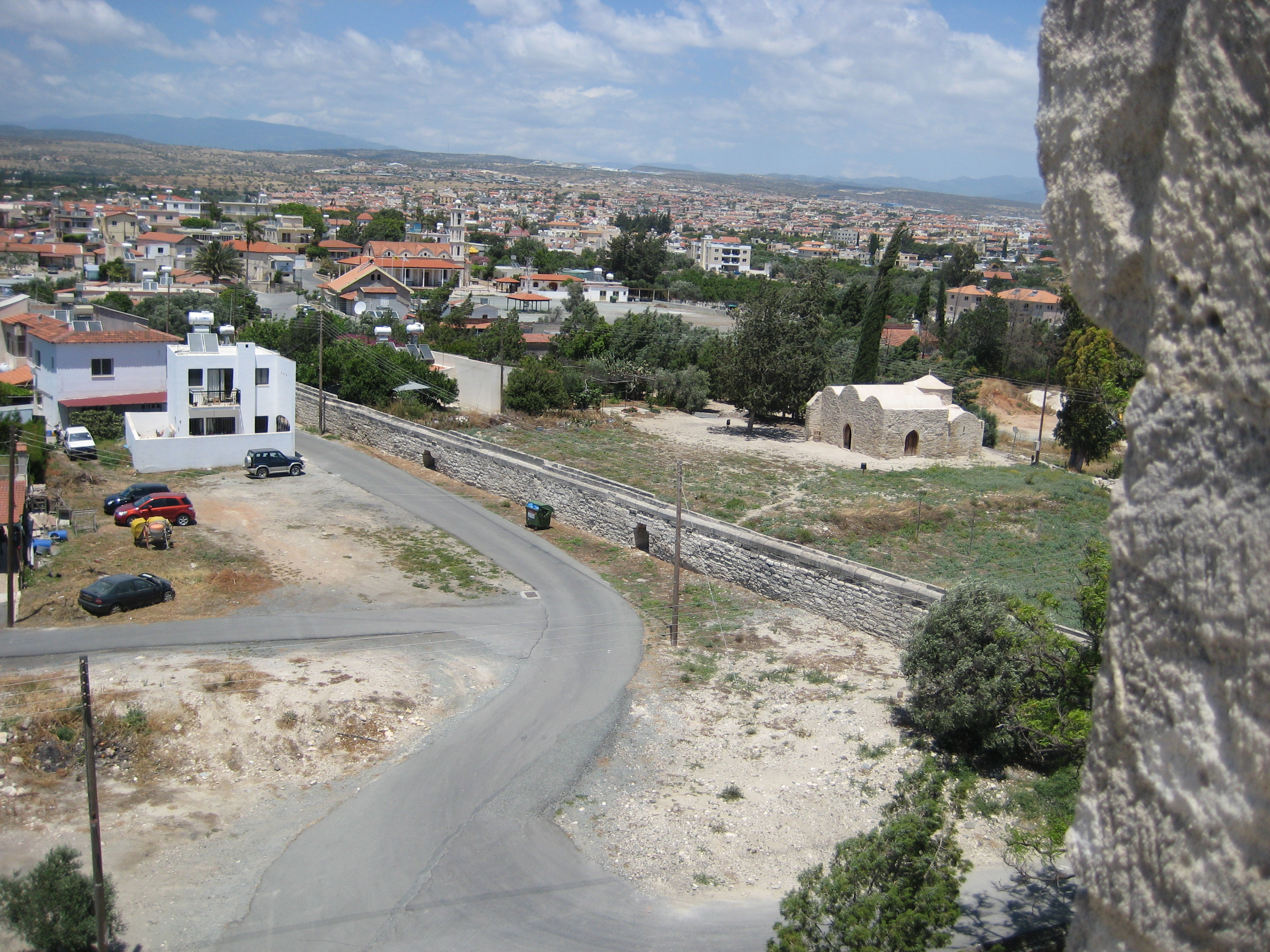
Vista dalla cima del castello di Kolossi
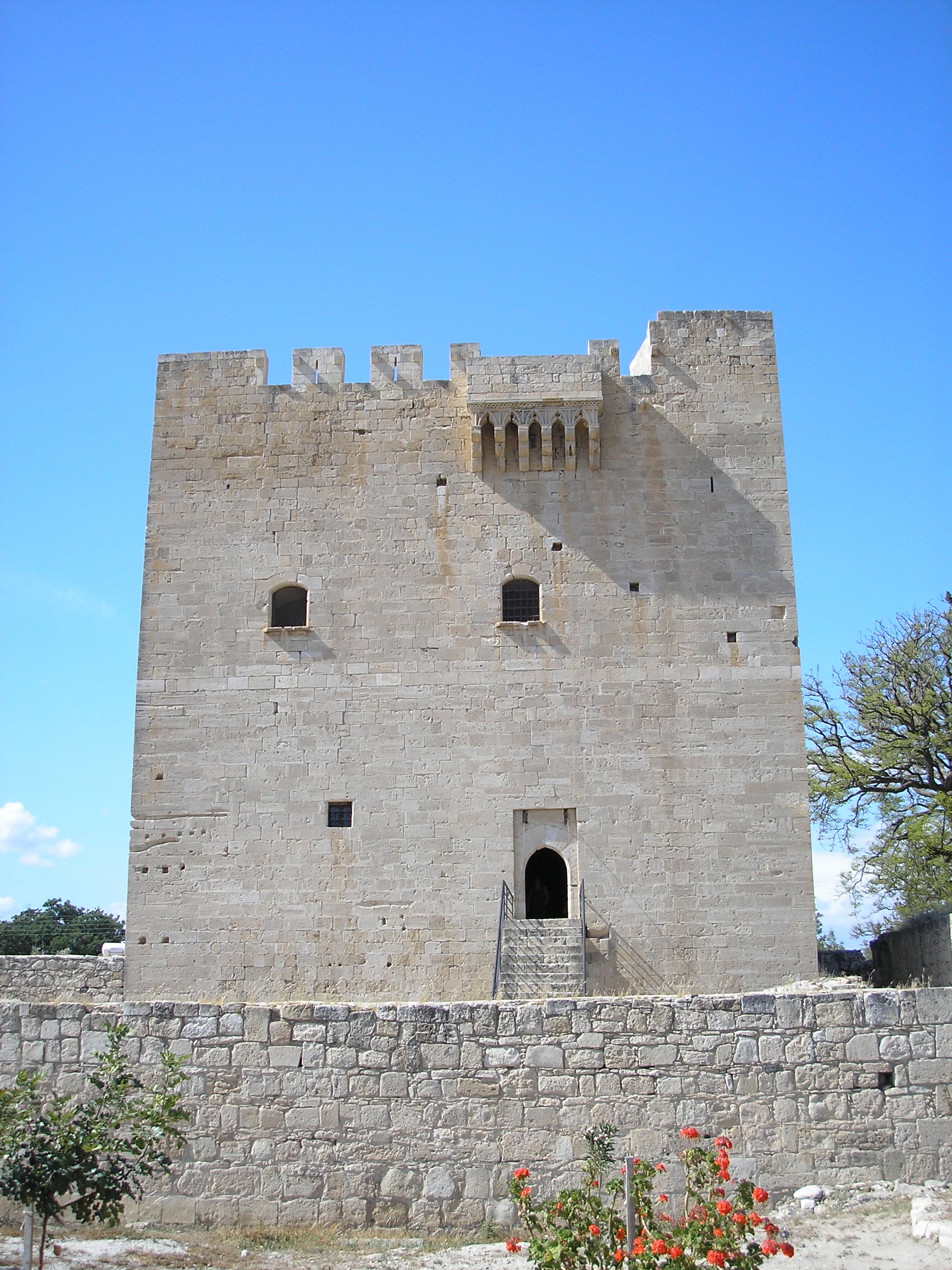
Vista sud-est del castello di Kolossi
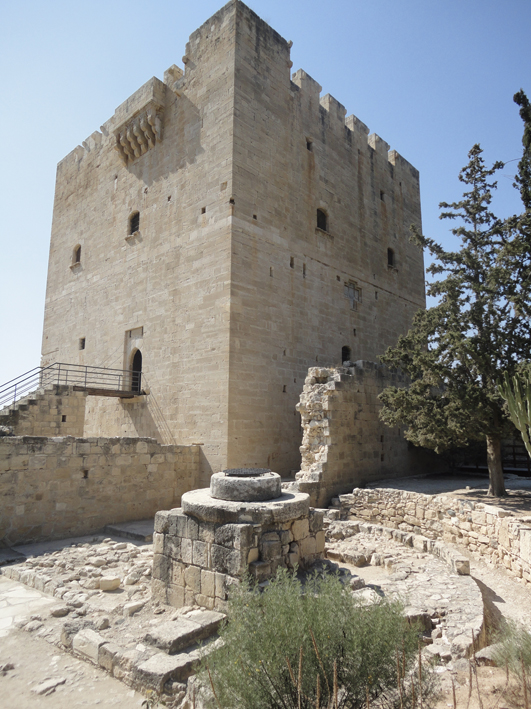
Vista sud-est del castello di Kolossi
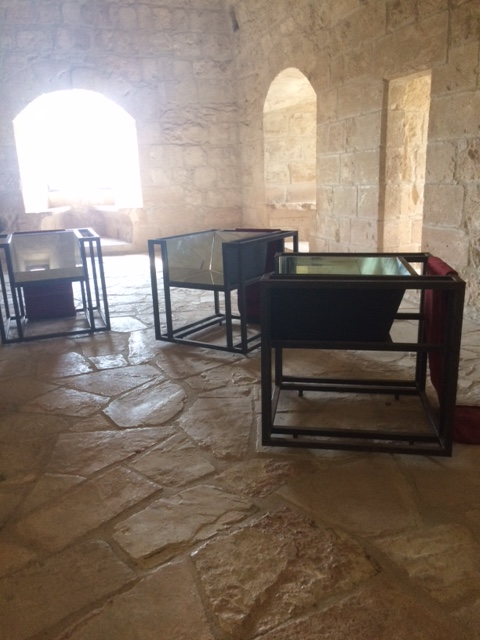
Camera principale del castello di Kolossi, Cipro